# Audi F1 Team
Audi F1 Team est une écurie de Formule 1 appartenant au constructeur automobile allemand Audi.

## Historique
Audi annonce, en août 2022, entrer en Formule 1 en tant que motoriste en 2026 puis, en octobre, confirme son partenariat avec Sauber. L'acquisition d'une participation au sein de l'entreprise suisse, permet à la marque allemande d'accéder à la compétition sous son propre nom. En juin 2023, Audi choisit Neel Jani comme pilote de simulateur dans le but de développer le moteur.
En novembre 2024, le Qatar acquiert 30 % de l'équipe et devient partenaire du projet via Qatar Investment Authority, le fonds d'investissement souverain de l'émirat. 
En 2025, Nico Hülkenberg et Gabriel Bortoleto rejoignent l'équipe Kick Sauber avec des contrats pluriannuels qui leur offrent la possibilité de piloter pour Audi l'année suivante,,.